# Ateuchus subquadratum
Ateuchus subquadratum là một loài bọ cánh cứng trong họ Bọ hung (Scarabaeidae).